# District de Baiyin
Le district de Baiyin (白银区 ; pinyin : Báiyín Qū) est une subdivision administrative de la province du Gansu en Chine. Il est placé sous la juridiction de la ville-préfecture de Baiyin.